# Zamir Daudi
Zamir Daudi (Francoforte sul Meno, 5 agosto 1987) è un ex calciatore tedesco naturalizzato afghano, di ruolo difensore.

## Carriera
Vanta oltre 200 partite con squadre tra la quarta e la sesta divisione tedesca, oltre a cinque presenze con la nazionale afghana in partite valide per le qualificazioni ai campionato del mondo 2018.